# Формула Виета для приближения числа π
Формула Виета для приближения числа π — бесконечное произведение вложенных радикалов:
{\displaystyle {\frac {2}{\pi }}={\frac {\sqrt {2}}{2}}\cdot {\frac {\sqrt {2+{\sqrt {2}}}}{2}}\cdot {\frac {\sqrt {2+{\sqrt {2+{\sqrt {2}}}}}}{2}}\cdots }.
Первое известное явное представление числа {\displaystyle \pi } с бесконечным числом операций; открыто французским математиком Франсуа Виетом в 1593 году. 
Доказать равенство можно следующим образом: применив тождество {\displaystyle \sin 2\varphi =2\sin \varphi \cos \varphi } рекурсивно и перейдя к пределу:
{\displaystyle \sin \varphi =2\sin {\frac {\varphi }{2}}\cos {\frac {\varphi }{2}}=}{\displaystyle 4\sin {\frac {\varphi }{4}}\cos {\frac {\varphi }{2}}\cos {\frac {\varphi }{4}}=\langle \cdots \rangle }{\displaystyle =2^{n}\sin {\frac {\varphi }{2^{n}}}\cos {\frac {\varphi }{2}}\cdot \ldots \cdot \cos {\frac {\varphi }{2^{n}}}}{\displaystyle \to \varphi \cos {\frac {\varphi }{2}}\cos {\frac {\varphi }{4}}\cdot \ldots }
Получается:
{\displaystyle \varphi \cos {\dfrac {\varphi }{2}}\cos {\frac {\varphi }{4}}\cdots =\sin \varphi .}
Остаётся подставить {\displaystyle \varphi ={\frac {\pi }{2}}} и воспользоваться формулой половинного угла:
{\displaystyle \cos {\frac {\alpha }{2}}={\frac {1}{2}}{\sqrt {2+2\cos \alpha }}}.
Формула Виета может быть также представлена как предельное выражение:
{\displaystyle \lim _{n\rightarrow \infty }\prod _{i=1}^{n}{\frac {a_{i}}{2}}={\frac {2}{\pi }}}
{\displaystyle a_{n}={\sqrt {2+a_{n-1}}}}
{\displaystyle a_{1}={\sqrt {2}}}